# Thégra
Thégra – miejscowość i gmina we Francji, w regionie Oksytania, w departamencie Lot.
Według danych na rok 1990 gminę zamieszkiwały 432 osoby, a gęstość zaludnienia wynosiła 34 osób/km² (wśród 3020 gmin regionu Midi-Pyrénées Thégra plasuje się na 645. miejscu pod względem liczby ludności, natomiast pod względem powierzchni na miejscu 904.).